# Irma de Antequeda
Irma Grampa de Antequeda (Buenos Aires, 15 ottobre 1920 – 14 gennaio 2005) è stata una schermitrice argentina.

## Biografia
Ha partecipato ai Giochi della XIV Olimpiade di Londra nel 1948.

## Palmarès
In carriera ha conseguito i seguenti risultati:
- Giochi panamericani:

Buenos Aires 1951: argento nel fioretto individuale.
Città del Messico 1955: argento nel fioretto individuale.
San Paolo 1963: bronzo nel fioretto a squadre.